# Francis Allotey
Francis Kofi Ampenyin Allotey (Saltpond, Costa de Oro, 9 de agosto de 1932-Acra, Ghana, 2 de noviembre de 2017) fue un físico matemático ghanés.

## Infancia y formación
Allotey nació el 9 de agosto de 1932 en el pueblo pesquero de Saltpond en la Región Central de Ghana, hijo de Joseph Kofi Allotey, comerciante del Royal Sempe Mankrado We de Acra, y Alice Esi Nyena Allotey, una modista de la Región Central. Su padre era dueño de una librería. Durante su infancia, Allotey pasaba su tiempo libre en la librería de su padre leyendo las biografías de científicos famosos, lo que despertó su interés en la ciencia. Fue criado como católico. Recibió su educación primaria en el St. John the Baptist Catholic School de Saltpond y formó parte de la primera promoción del Ghana National College tras su fundación en julio de 1948 por parte de Kwame Nkrumah. Tras completar la secundaria, asistió al University Tutorial College en Ghana y a la London Borough Polytechnic. Realizó sus estudios de posgrado en la Universidad de Princeton y en el Imperial College de Londres, terminando en 1960. Su tutor como estudiante de grado en el Imperial College fue el Premio Nobel de física Abdus Salam. Durante su etapa en Princeton, trabajó con físicos como Robert Dicke, Val Fitch, Robert Oppenheimer, Paul Dirac y Chen Ning Yang.

## Carrera
Es conocido por el llamado «formalismo de Allotey» que surgió de su trabajo en espectroscopía de rayos X blandos. En 1973 ganó el UK Prince Philip Golden Award por su trabajo en el área. Fue miembro fundador de la Academia Africana de Ciencias, y en 1974 se convirtió en el primer catedrático de matemáticas ghanés y jefe del departamento de matemáticas y más tarde decano de la Facultad de Ciencias en la Universidad Kwame Nkrumah de Ciencia y Tecnología. También fue el director fundador de su centro de computación, antes de tomar el cargo de vicecanciller de la universidad.
Allotey fue presidente de la Academia de Artes y Ciencias de Ghana y miembro de numerosas organizaciones científicas internacionales incluyendo el comité científico del Centro Internacional de Física Teórica desde 1996. También fue presidente del Ghana Institute of Physics y presidente fundador de la African Physical Society. Tuvo un papel fundamental en lograr que Ghana se uniera a la IUPAP, siendo uno de los pocos países africanos en unirse a la unión. Colaboró con el IUPAP y con el ICTP para fomentar la educación en física en países en desarrollo a través de talleres y conferencias para crear conciencia en el continente.
Allotey fue presidente de la junta directiva del Instituto Tecnológico de Acra y presidente del Instituto Africano de Ciencias Matemáticas, en Ghana. Fue fellow honorífico del Institute of Physics. También fue fellow honorífico de la Sociedad Matemática de Nigeria, entre otras. Fue asesor de muchas instituciones internacionales como la UNESCO, el OIEA y la ONUDI. También fue vicepresidente en la 7.ª Asamblea General de la Oficina Intergubernamental para la Informática. Fue también clave para el avance de la educación en computación en África y trabajó conjuntamente con organizaciones como IBM International y la International Federation for Information Processing. En 2004, fue el único africano entre los 100 físicos y matemáticos más influyentes del mundo en el libro One hundred reasons to be a scientist.
En 2009, el Instituto Tecnológico de Acra fundó la Professor Francis Allotey Graduate School El centro ofrece maestrías en administración de empresas y en ingeniería del software y programas de doctorado en tecnologías de la información y en filosofía. El Gobierno de Ghana le entregó el Millennium Excellence Award en 2005, y dedicó un sello postal en su honor. En 2009, recibió la Orden del Volta, y en 2017 recibió de forma póstuma el Osagyefo Kwame Nkrumah African Genius Award. Ayudó a fundar el Instituto Africano de Ciencias Matemáticas en Ghana en 2012.

## Vida personal
Allotey se casó en primeras nupcias con Edoris Enid Chandler, de Barbados, a la que conoció mientras estudiaban en Londres. Tuvieron dos hijos, Francis Kojo Enu Allotey y Joseph Kobina Nyansa Allotey. Chandler murió en noviembre de 1981. Más tarde se volvió a casar con Ruby Asie Mirekuwa Akuamoah. Con ella tuvo dos hijos, Cilinnie y Kay. Akuamoah murió en octubre de 2011. En total, Allotey tuvo 4 hijos y 20 nietos.

## Muerte y funeral de estado
Francis Allotey murió de causas naturales el 2 de noviembre de 2017. El gobierno de Ghana decidió darle un funeral de estado como reconocimiento a sus contribuciones al avance de la ciencia y la tecnología en Ghana. Está enterrado en su pueblo natal, Saltpond.